# Monitor Deloitte
Pour les articles homonymes, voir Monitor.
Monitor Deloitte est un cabinet international de conseil en stratégie fondé en 1983 à Cambridge, par des associés issus de l'université Harvard. La firme possède de par son origine académique un fort capital intellectuel, illustré par la présence du professeur Michael Porter parmi les fondateurs.
Indépendant jusqu'en 2013, le cabinet est ensuite racheté et intégré au sein du groupe Deloitte.

## Historique

### 1983 - 2012 : The Monitor Group
Créé en 1983 par six associés sous le nom de Monitor Group, l’histoire du cabinet est étroitement liée à celle de la Harvard Business School où nombre de fondateurs étudièrent ou enseignèrent, dont Michael Porter. Ce dernier est une référence majeure de la stratégie d’entreprise et de la compétitivité des nations : auteur de 17 livres et plus de 125 articles, il est l’un des 15 professeurs à porter le titre de « University Professor » à Harvard. Il est surtout connu du grand public grâce au modèle qui porte son nom : sa théorie selon laquelle une entreprise peut obtenir un avantage compétitif durable en maîtrisant les forces qui structurent la concurrence au sein de son industrie ont largement contribué à sa renommée.
Le cabinet connaît une ascension rapide et devient une référence du conseil en direction générale, notamment aux Etats-Unis. Une mission de conseil réalisée pour le compte de la Libye fait scandale en 2011, conduisant au rachat du cabinet par Deloitte l’année suivante.
Pleinement intégré au sein du groupe à partir de 2013, la firme change de nom pour devenir Monitor Deloitte.

### 2013 - présent: Monitor Deloitte
Le bureau parisien comptait 35 consultants avant le rachat, le cabinet plus que double de taille en cinq ans notamment en embauchant des associés venus de la concurrence et  se diversifie en dehors de son métier historique de la santé.
L’intégration de Monitor au sein du groupe Deloitte illustre le phénomène plus large d’expansion des Big Four sur le segment du conseil en stratégie. Ces derniers se sont ainsi tous développés sur ce marché au cours des années 2010, soit en rachetant une marque existante, soit en développant leur propre marque.
L’intérêt majeur pour ces entreprises étant de proposer des offres groupées permettant d’adresser l’ensemble de la chaîne de valeur  permettant ainsi des synergies importantes avec les autres services proposés par les groupes (fusion-acquisition, pricing, digital…). Un fonds d'investissement souhaitant racheter une cible pourrait ainsi réaliser une due-diligence complète : stratégie, légal, finance. Ce modèle connaissant néanmoins des limites réglementaires : la législation interdit depuis l’affaire Enron aux cabinets de conseiller des clients dont ils sont également commissaires aux comptes.

## Activités
Monitor a historiquement occupé une position de leader sur le marché des sciences de la vie mais a, notamment depuis son intégration au sein de Deloitte, diversifié son offre en adressant de nouveaux secteurs et en traitant de nouveaux sujets au sein de ceux-ci. Parmi les secteurs de prédilection du cabinet se retrouvent notamment : les services financiers, le digital, la grande consommation, les télécoms-media-technologie, les énergies et ressources, etc.

## Organisation

### Structure
L’actionnariat est mixte : les associés de Monitor Deloitte étant également associés de Deloitte, ils sont financièrement intéressés aux autres métiers du groupe. Seule marque à être reconnue au niveau mondial à l’instar du Digital, la politique de recrutement et de rémunération y est indépendante du reste du groupe.

### Bureaux
Le réseau de Monitor Deloitte compte 32 bureaux dans le monde.

## Recrutement
En France, la politique de recrutement de Monitor Deloitte est comparable à celle des autres cabinets de conseil en stratégie. Les profils seniors sont recrutés depuis d’autres cabinets de conseil ou depuis des secteurs d’activités intéressants pour le cabinet. Les profils juniors sont souvent recrutés parmi les étudiants ou jeunes diplômés. Les écoles ciblées pour le recrutement junior font partie des meilleures Grandes Ecoles et universités françaises: HEC, ESSEC, ESCP Europe, EM Lyon, EDHEC, Institut d'études politiques de Paris, École polytechnique, École centrale, Mines de Paris, Ponts et Chaussées, Télécom Paris, ENSTA, SUPAERO, Arts et Métiers, École centrale de Lyon, École centrale de Lille. Le recrutement se compose de trois tours d'entretien. Le premier tour consiste en une étude de cas avec préparation, puis en un entretien de motivation. Le deuxième tour consiste en une étude de cas résolue en groupe de 3 à 6 candidats, puis d’un entretien de motivation et un jeu de rôle. Enfin, le troisième tour est un entretien avec un associé, généralement orienté sur la motivation.

## Concurrents
Les principaux concurrents de Monitor Deloitte sont McKinsey & Company, The Boston Consulting Group et Bain & Company.

## Classements
Le classement de Monitor Deloitte dans les revues spécialisées oscille entre la 6e et la 8e place.

## Alumni célèbres
Monitor Deloitte compte de nombreux alumni de renom.
Monde de l’entreprise
- David Wehner (en), directeur financier de Facebook

Monde académique
- Michael Porter, qui a développé plusieurs ouvrages dont les concepts sont rentrés dans la langage courant. Ainsi de la Stratégie compétitive (1980) ou L’avantage concurrentiel (1985) qui invente aussi la notion de chaîne de valeur
- Chris Argyris, auteur connu pour avoir développé des théories de l’apprentissage et de la connaissance
- Larry Keeley, cofondateur et président de Doblin, reconnu pour ses travaux portant sur l’innovation

Monde politique
- Richard Dearlove, chef du Secret Intelligence Service
- Rahul Gandhi, président du Congrès national indien